# Московска
„Московска“ е централна улица в София, на която (или съвсем наблизо) се намират някои от важните сгради и символи на столицата, включително сградата на Столична община и Столичния общински съвет.
Започва от гърба на административната сграда на Парламента (бившия Партиен дом) и завършва в кръговото движение около Паметника на Васил Левски. В началото си е успоредна на бул. „Цар Освободител“ и бул. „Дондуков“, но при пресичането си с ул. „Георги Бенковски“ се раздвоява и поема наляво, пресича „Раковски“ и става успоредна на „Дондуков“.

## Обекти

### Културни забележителности
- По средата на дължината на улицата се намира внушителната църква „Света София“ – втората най-стара в града.
- В съседство е площадът с Х
храм-паметника „Александър Невски“.
- В началото на „Московска“ е градината на Националната художествена галерия (бившият Царски дворец), чийто официален вход е откъм пл. „Княз Александър I“.
- В нейния край се намира Галерията за чуждестранно изкуство.
- На ъгъла на „Московска“ и „Г. С. Раковски“ се издига най-старата софийска многоетажна жилищна сграда, кооперативна собственост („кооперация“) – Палата „Света София“ (зав. 1929 г.) по проект на арх. Лазар Парашкеванов.
- На ъгъла на „Московска“ и „Париж“ е домът на Киро Стефанов, по проект на арх. Никола Лазаров – понастоящем собственост на Столична община.
- На „Московска“ 43 се намира домът на Евстрати и Евлоги Гешови – наследници на Иван Евстратиев Гешов; понастоящем централно седалище на „Нове-АД-Холдинг“
- На „Московска“ 47 се е намирала къщата на Никола Мушанов – един от известните проекти на архитект Станчо Белковски. През 2005 г. е надстроена – един от най-спорните случаи в София на „интегриране“ на съществуваща сграда в ново пространство.
- На улица „Московска“ 11 от 1990 година е галерия „Крида Арт“

### Обществени институции
- На „Московска“ 3 се намира Държавна агенция „Държавен резерв и военновременни запаси“.
- На „Московска“ 5 се намира Държавна агенция Архиви.
- На „Московска“ 33 се помещава администрацията и приемната за граждани на Столичната община.
- На „Московска“ 9 е посолството на Великобритания, което се премести там от бившата си сграда на бул. „Васил Левски“.

### Образователни институции
- В края на улицата отляво са разположени сградите на Фармацевтичния факултет на Медицинския университет и на Факултета по журналистика и масови комуникации на Софийския университет, както и ботаническата градина на СУ.
- Отдясно (зад Галерията за чуждестранно изкуство) е дългогодишната сграда на Електротехническия факултет на Техническия университет, освободена през 2000 г., за да приеме Националния политехнически музей или друго учреждение на науката или културата.

### Други
- Централната администрация на Банка ДСК на Московска 19. Сградата е построена през 1914 година по проект на архитектите Георги Фингов, Димо Ничев и Никола Юруков за Софийска банка.